# ماجراهای المو در گروچ‌لند
ماجراهای المو در گروچ‌لند (به انگلیسی: The Adventures of Elmo in Grouchland) محصول سال ۱۹۹۹ میلادی فیلم کمدی موزیکال ماجراجویی به کارگردانی گری هالورسون است.